# کاترین بنگویگوی
کاترین بنگویگوی (فرانسوی: Catherine Benguigui‎؛ زادهٔ ۲۳ سپتامبر ۱۹۶۴) هنرپیشه، چهره اهل فرانسه است.
از فیلم‌ها یا برنامه‌های تلویزیونی که وی در آنها نقش داشته‌است می‌توان به دروازه نهم و نیمه‌شب در پاریس اشاره کرد.